# Transdev Nemours
 (août 2015).
 (janvier 2021).
Si vous disposez d'ouvrages ou d'articles de référence ou si vous connaissez des sites web de qualité traitant du thème abordé ici, merci de compléter l'article en donnant les références utiles à sa vérifiabilité et en les liant à la section « Notes et références ».
Transdev de Nemours est une entreprise de transports de voyageurs appartenant au groupe Transdev basée au no 12 avenue J. F. Kennedy, à Nemours, dans le département de Seine-et-Marne. Elle gérait deux sous-réseaux desservant les communautés de communes Moret Seine et Loing et Pays de Nemours ainsi qu'une ligne du réseau de bus Seine-et-Marne Express.

## Histoire

### Ouverture à la concurrence
En raison de l'ouverture à la concurrence des réseaux d'autobus en Île-de-France, le réseau de bus Vallée du Loing - Nemours est créé le 1er août 2023, correspondant à la délégation de service public numéro 17 établie par Île-de-France Mobilités. Un appel d'offres a donc été lancé par l'autorité organisatrice afin de désigner une entreprise qui exploitera le réseau pour une durée de cinq ans. C'est finalement Transdev, via sa filiale Transdev Vallée du Loing, qui a été désigné lors du conseil d'administration du 7 décembre 2022

## Exploitation

### Entreprise exploitante
Le 3 mars 2011, le groupe Veolia Transport alors filiale de Veolia environnement, qui gérait l'entreprise, fusionne avec Transdev pour donner naissance à « Veolia Transdev » qui devient le no 1 privé mondial dans le secteur des transports.
Deux ans plus tard, en mars 2013, le groupe étant endetté de plusieurs millions d'euros, celui-ci adopte le nom de Transdev à la suite du désengagement de Veolia environnement, détenteur de Veolia Transport.